# Liliana-törpepapagáj
A Liliana-törpepapagáj (Agapornis lilanae), korábban földieperfejű- vagy nyassza törpepapagáj, a madarak osztályának a papagájalakúak (Psittaciformes) rendjébe, ezen belül a szakállaspapagáj-félék (Psittaculidae) családjába tartozó faj.

## Megjelenése
Nagyon hasonlít az álarcos törpepapagájra. Hossza 13,5 centiméter, zöld alapszíne a farkcsíkján és a hasán sárgásabb, homloka, feje teteje, pofatájéka földieper színű, ez fokozatosan megy át a torok és a begy felső részének lacazszínébe, míg a a begy alsó része sárga. Szárnya 9–9.5 centiméter, farka 3.5–4 centiméter, csőre 1.5 centiméter hosszú. A fiatalok pofatájéka feketésen átszőtt, csőrük felső káváján fekete nyomok vannak.

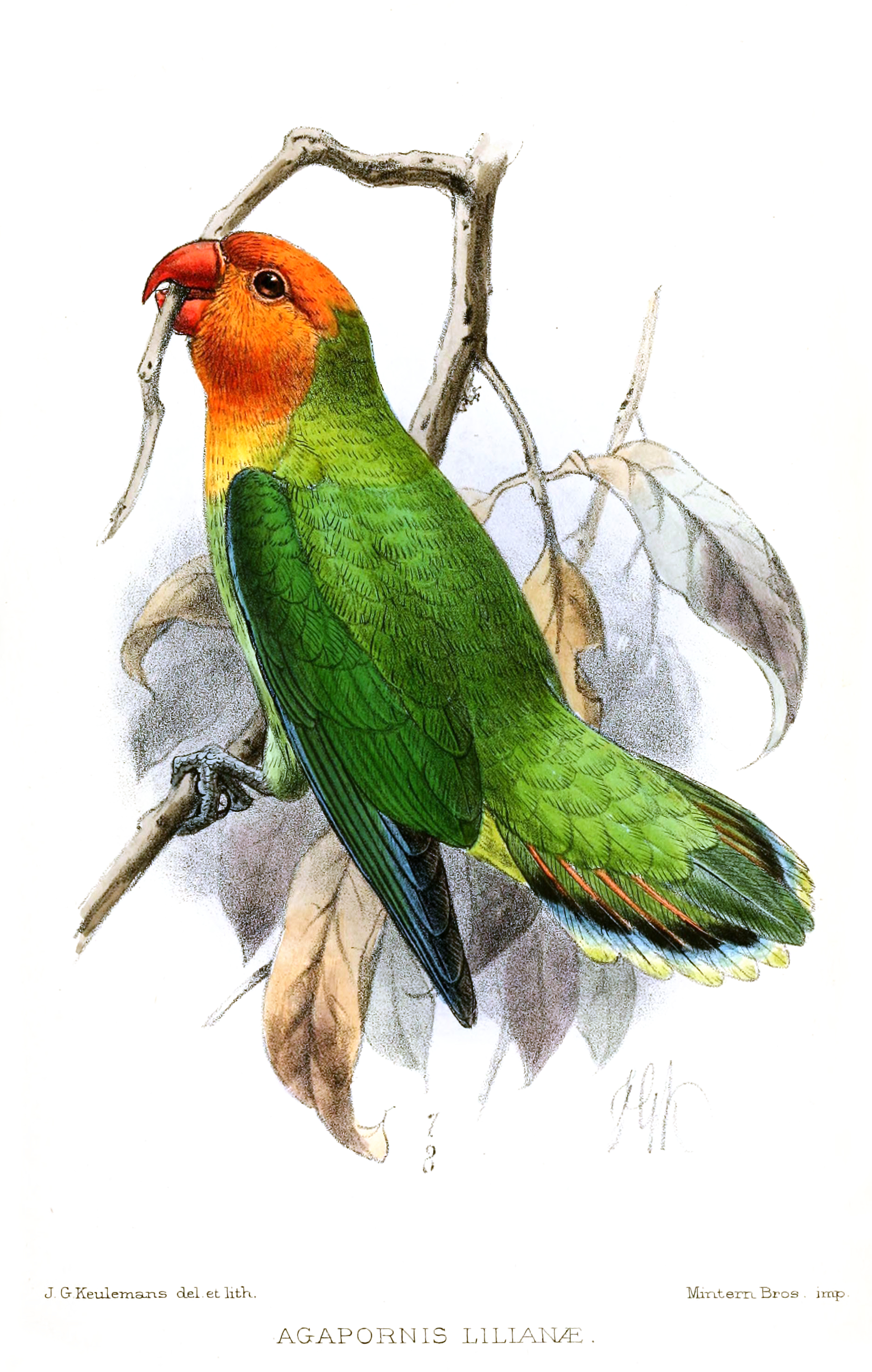

## Élőhelye
Dél-Tanzánia, Északkelet-Mozambik, Malawi, Zimbabwe és Zambia területén honos, a Zambézi és a Luangwa folyók völgye. A 600-1000 méter magasan lévő fás-bokros szavanna övezet lakója.

## Életmódja
20-100 fős csoportokat alkotva repül a fákkal borított alvóhelyről a füves vagy megmunkált területre, ahol táplálékot talál. Magvakat, bogyókat, gyümölcsöket fogyaszt, röpte gyors és iránytartó. 

## Szaporodása
Január és július között, élő vagy elhalt fa üregében költ, fészekalja 3-5 tojás. A tojó a fészekanyagot csőrében hordja, kotlási idő 22 nap, kirepülési idő 6–7 hét.